# Astragalus macrocephalus
Astragalus macrocephalus är en ärtväxtart som beskrevs av Carl Ludwig von Willdenow. Astragalus macrocephalus ingår i släktet vedlar, och familjen ärtväxter.

## Underarter
Arten delas in i följande underarter:
- A. m. cucullaris
- A. m. finitimus
- A. m. macrocephalus